# Maróca várispánság
Maróca várispánság egyike volt a Magyar Királyság kis szlavóniai várispánságainak.
Maróca várispánságot Szent László király alapította az egykori nemzetségi zsupánság területéből Zágrábtól északkeletre Maróca (horvátul: Moravče) központtal. Kálmán király a szlavón bán fennhatósága alá rendelte. IV. László 1275-ben Dénes mesternek adományozta örök időkre, ezzel királyi várispánsági szerepe megszűnt.
1300-ban Károly Róbert hívének, Cseszneki Miklósnak adományozta, akitől azonban a III. András pártján álló Mihály zágrábi püspök elfoglalta. Maróca várispánság területe már a 14. század végén mint kerület (districtus) szerepelt az oklevelekben, ekkora tehát már beolvadt Zágráb vármegyébe.